# Zahorszczyzna
Zahorszczyzna – dawna wieś. Tereny na których była położona, leżą obecnie na Białorusi, w obwodzie witebskim, w rejonie brasławskim, w sielsowiecie Słobódka.
Inna nazwa miejscowości to Zagórszczyzna.

## Historia
W czasach zaborów w granicach Imperium Rosyjskiego.
W latach 1921–1945 wieś leżała w Polsce, w województwie nowogródzkim (od 1926 w województwie wileńskim), w powiecie brasławskim, w gminie Słobódka.
Według Powszechnego Spisu Ludności z 1921 roku zamieszkiwało tu 57 osób, wszystkie były wyznania rzymskokatolickiego. Jednocześnie 51 mieszkańców zadeklarowało polską przynależność narodową a 6 białoruską. Było tu 9 budynków mieszkalnych. W 1931 w 9 domach zamieszkiwało 46 osób. 
Wierni należeli do parafii rzymskokatolickiej w Słobódce. Miejscowość podlegała pod Sąd Grodzki w Brasławiu i Okręgowy w Wilnie; właściwy urząd pocztowy mieścił się w Słobódce.